# Dégénérescence lobaire frontotemporale
Pour les articles homonymes, voir DFT.
 Mise en garde médicale
La dégénérescence lobaire frontotemporale (DLFT), dégénérescence fronto-temporale (DFT) ou démence fronto-temporale (DFT) constitue un ensemble de maladies neurologiques causées par l'atrophie dégénérative focale d'un ou plusieurs lobes cérébraux. Les manifestations de ces maladies dépendent des parties du cerveau concernées par l'atrophie. Elles diffèrent de celles de la maladie d'Alzheimer même si l'évolution peut se faire vers une démence. L'autre point commun est le phénomène dégénératif et l'absence de traitement efficace.
Le diagnostic se fait sur la clinique et l'imagerie médicale.
L'examen anatomopathologique du cerveau est cependant le seul moyen de distinguer avec certitude les différents types de DLFT, car la corrélation demeure imprécise entre les symptômes, l'imagerie et les constatations neuropathologiques.
Les limites entre les différentes pathologies sont encore floues.
Ces maladies sont rarement héréditaires et quelques gènes commencent à être mis en évidence.

## Historique
Le premier cas a été décrit en 1892 par Arnold Pick. Ce trouble a été nommé par Alois Alzheimer « maladie de Pick » en 1911.

## Épidémiologie
Il s'agit de la troisième cause de démences avant l'âge de 65 ans (après la maladie d'Alzheimer et les démences vasculaires). Sa prévalence (avant l'âge de 65 ans) est comprise entre 1 et 26 cas pour 100 000 patients. L'âge de survenue est essentiellement entre 45 et 65 ans mais un tiers des cas surviennent après 65 ans.
En 2023, une étude rétrospective européenne montre que le taux d’incidence s'établit à 2,36 cas pour 100 000 patients-années en Europe avec un maximum du taux d'incidence à 71 ans.

## Diagnostic

### Clinique/symptômes
Les signes cliniques de DLFT sont variables et permettent de définir les différents phénotypes rencontrés. Certains patients ne peuvent d'ailleurs pas être classés au début de la maladie. Les critères de diagnostic de cette maladie ont fait l'objet d'un consensus.
Avec ces éléments de diagnostic sont définis trois catégories.

#### Démence frontotemporale
Celle-ci se manifeste par une modification progressive du caractère et du comportement. Le plus souvent il s'agit d'une désinhibition. Le patient perd les « bonnes manières » en public. Il devient moins tolérant, plus rigide sur ses habitudes et les horaires. Des idées et des activités répétitives et des comportements d'amassage ou de syllogomanie (syndrome de Diogène) peuvent être également perçus. Elle est également appelée variant frontal ou variant comportemental de la DLFT.

#### Aphasie primaire progressive non fluente
Elle se manifeste par des difficultés de langage. Elle est dite non fluente car la vitesse de conversation ralentit. Les phrases sont moins longues. Le patient bute sur les mots. Il fait des erreurs de prononciation. La compréhension est au départ bien conservée. Certains patients présentent donc plus des difficultés d'articulation et des auteurs les isolent sous le terme d'anarthrie progressive. Un sous-type est également décrit comme apraxie de la parole selon des critères neuropsychologiques plus fins.

#### Démence sémantique
Il ne s'agit pas réellement d'une démence (en tout cas à la phase de début) et il est de plus en plus question de « dégénérescence sémantique ». Elle se manifeste par une perte des concepts, les patients ne reconnaissant plus les objets qu'ils voient, qu'ils touchent, les mots qu'ils lisent ou qu'ils entendent. Ces objets semblent avoir disparu de leur connaissance. Parfois, cela prend l'aspect d'un trouble de la mémoire ou du langage. Les patients gardent un certain temps la capacité de vivre seul d'où le caractère au moins initialement critiquable du terme de démence. Elle est encore considérée par certains auteurs comme une forme d'aphasie primaire progressive (notamment aux États-Unis). Cette forme est alors dite fluente par opposition à l'aphasie progressive primaire non fluente.

#### Au-delà des critères
L'aphasie logopénique est une troisième forme d'aphasie primaire progressive (si l'on inclut dans ce groupe l'aphasie non fluente et la démence sémantique). Elle correspond en général en anatomopathologie à une maladie d'Alzheimer.
La dégénérescence corticobasale et la paralysie supranucléaire progressive ont leurs symptômes propres mais peuvent débuter par des symptômes de démence frontotemporale ou par ceux de l'aphasie primaire progressive. Elles peuvent à ce titre être incluses dans les DLFT.

### Imagerie cérébrale
L'imagerie par résonance magnétique met en évidence une atrophie focale et d'allure lobaire : c'est ce qui fait la caractéristique radiologique de ces affections. La localisation de l'atrophie est en rapport avec les symptômes présentés par le patient, et inversement :
- dans la démence frontotemporale ou forme frontale de DLFT, ce sont les lobes frontaux qui sont les plus atteints[réf. souhaitée] ce qui explique les troubles du comportement. La partie antérieure des lobes temporaux est également touchée et participe à ces troubles ;
- dans l'aphasie primaire progressive, l'atrophie prédomine sur les régions du langage c'est-à-dire les régions frontotemporales gauches[réf. souhaitée] ;
- dans la démence sémantique : l'atrophie est essentiellement temporale unilatérale[réf. souhaitée]. Le tableau clinique peut d'ailleurs être influencé par la latéralité de l'atteinte. Une atrophie frontale peut y être associée et ne manque pas d'apparaître au cours de l'évolution ;
- dans la paralysie supranucléaire progressive,
- dans la dégénérescence corticobasale,

Cet examen permet d'éliminer une démence d'origine vasculaire ou une cause tumorale.
Des examens fonctionnels tels la scintigraphie cérébrale permettent aussi d'approcher le diagnostic, surtout si l'IRM ne montre pas d'anomalie significative. Ils montrent le fonctionnement des différentes parties du cerveau, par exemple en représentant la quantité de glucose consommée ou le débit sanguin. D'une façon générale, ce débit est moindre dans les régions concernées par la maladie : le lobe frontal pour la démence fronto-temporale, le lobe temporal pour la démence sémantique, la région périsylvienne pour une aphasie progressive. Des chevauchements sont toutefois possibles et c'est surtout le lieu de la maladie qui influence le résultat plus que son type.

### Tests neuropsychologiques
Ces tests mettent surtout en évidence l'absence d'amnésie importante, l'absence de désorientation spatiotemporelle, ainsi que l'altération des fonctions exécutives, signe de l'atteinte frontale du patient. Ils permettent également d'évaluer le langage, afin de détecter une démence sémantique ou une aphasie. Ils précisent les déficits spécifiques à chaque phénotype.

### Biologie
Les examens biologiques sanguins et du liquide cérébrospinal (LCS) éliminent une cause inflammatoire ou métabolique. Des avancées sont à prévoir grâce au dosage de la protéine tau (phosphorylée) et de la substance bêta-amyloïde dans le LCS qui pourraient permettre de différencier les DLFT de la maladie d'Alzheimer. Ils sont par contre incapables de différencier les différents sous-types de DLFT.

### Anatomopathologie
Comme pour les autres maladies neurodégénératives, l'examen neuropathologique post mortem reste, à ce jour, le seul examen permettant de porter un diagnostic définitif de démence frontotemporale et de connaître son sous-type. À cet égard, les patients et leur famille qui font don de leur cerveau permettent des avancées considérables pour connaître et lutter contre les DFLT et les maladies neurodégénératives.

## Différents types anatomopathologiques

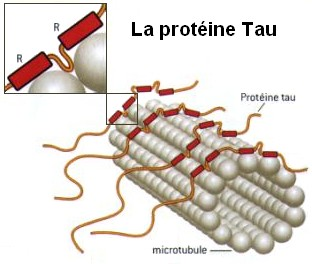
Protéine tau et microtubules.

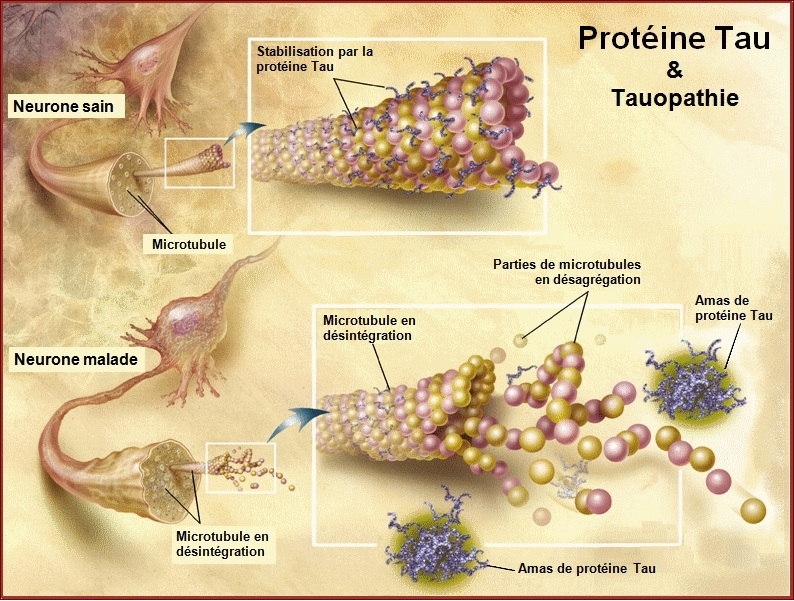
Protéine tau dans un neurone sain et dans un neurone malade.

L'anatomopathologie des DLFT à beaucoup évolué ces dernières années. Cette évolution se fait conjointement aux découvertes dans le domaine génétique.
Toutes ces avancées tendent à remanier régulièrement les critères et les classifications de ces maladies ce qui ne facilite pas toujours la clarté. À titre d'exemple la dégénérescence corticobasale a une définition clinique et une définition anatomopathologique. Un patient souffrant de dégénérescence corticobasale (clinique) n'aura pas forcément une atteinte cérébrale de type dégénérescence corticobasale (anatomopathologique). Reste à savoir si, dans le but d'un traitement, c'est la clinique, l'imagerie, l'anatomopathologie ou la génétique qui définissent le mieux ou de la façon la plus pertinente et efficiente la maladie du patient.
Les deux types anatomopathologiques les plus répandus (environ 90 % des cas) sont les pathologies de la protéine Tau et les pathologies de la protéine TDP-43 (TAR DNA binding Protein 43). Chacune peut être divisée en sous types distincts. Par exemple, quatre sous types de DLFT avec des inclusions tau sont connus. Ils se distinguent entre eux par les propriétés biochimiques de l'inclusion tau (4R ou 3R), par la distribution et l'aspect des inclusions ou par les modifications cellulaires engendrées. Ils incluent : paralysie supranucléaire progressive, dégénérescence corticobasale, maladie de Pick et démence frontotemporale liée au chromosome 17.
Les 10 % restants représentent un groupe hétérogène mais ils semblent avoir en commun une pathologie de la protéine FUS (FUsed in Sarcoma). Ces derniers cas regroupent pour une bonne part les cas de pathologie  de l'ubiquitine qui définissaient encore, il y a peu, ces 10 % mais dont l'avancée des recherches tend à réduire le nombre.

## Génétique
Près de 40 % des patients souffrant de DLFT ont une histoire familiale, mais un quart d'entre eux sont évocateurs d'une transmission autosomique dominante. Plusieurs gènes sont reconnus associés à ces pathologies.
Les trois gènes les plus représentés sont le gène C9orf72 (retrouvé dans la majorité des DLFT associées à la SLA avec une pathologie TDP-43) , le gène de la progranuline, GRN, (associé à une pathologie TDP-43), le gène MAPT (pathologie Tau). À eux trois ils expliquent plus de la moitié des DLFT familiales. Les gènes CHMP2B, VCP, TARDBP, FUS sont beaucoup moins représentés. Malgré cela ces maladies ne sont pas héréditaires dans la majorité des cas.

## Traitement
Il n'y a malheureusement pas de traitement curatif de ces pathologies. Aucun moyen actuel ne permet d'empêcher l'accumulation pathologique des protéines.
Les médicaments utilisés dans la maladie d'Alzheimer ne sont pas efficaces. Il s'agit donc d'un traitement symptomatique au cas par cas en essayant de ne pas faire subir d'effets secondaires au patient (voir Dégénérescence corticobasale et Paralysie supranucléaire progressive pour le détail sur ces pathologies). Les traitements psychotropes augmentant la sérotonine sont recommandés, en particulier la trazodone, délivrée en France par les pharmacies des hôpitaux, selon la procédure des autorisations transitoires d'utilisation (ATU).[réf. souhaitée],
Les prises en charge non médicamenteuses (kinésithérapie, ergothérapie, orthophonie, neuropsychologie, accompagnement psychologique et matériel de l'aidant) sont souvent les plus importantes.

## Pronostic
La durée de survie après l'apparition des premiers symptômes est comprise entre 6 et 11 ans, les formes avec atteintes motrices étant les plus graves.

## Organisation des soins

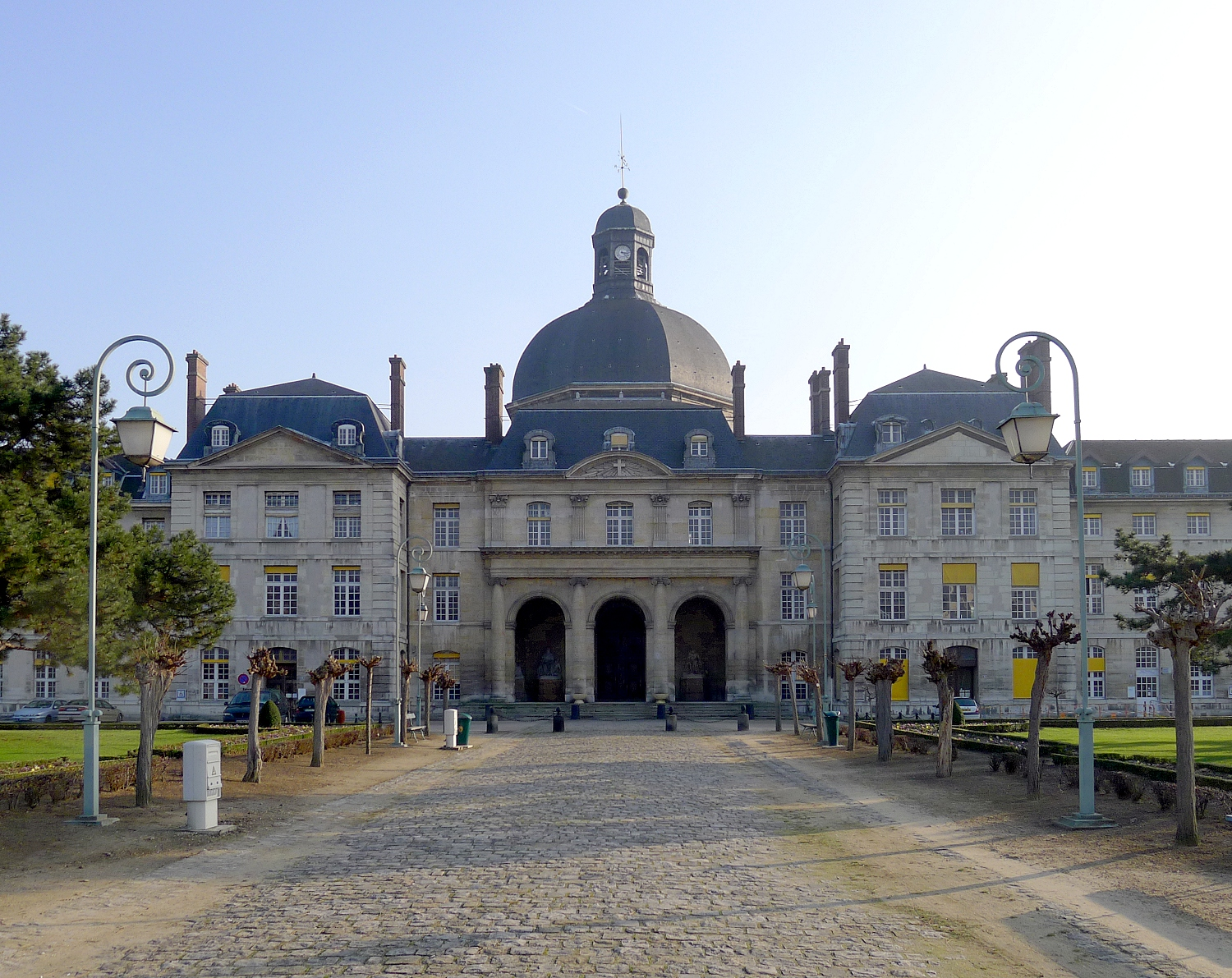
Hôpital de la Salpétrière, coordinateur du Réseau National des Centres de Référence et de Compétence pour les DFT.

En France, depuis juillet 2007, dans le cadre du Plan national Maladies rares (PNMR), un centre de référence ainsi qu'un réseau national de centres de compétence ont été labellisés pour la prise en charge des personnes atteintes de démence fronto-temporale.
La coordination de ce réseau est assurée par l’hôpital de la Salpêtrière à Paris, qui travaille en collaboration avec 12 centres de compétence régionaux. Ensemble, ils œuvrent à améliorer la prise en charge des patients et à soutenir leurs familles à l'échelle nationale.
Depuis le 28 février 2011, le PNMR (plan national Maladies rares) a été reconduit.

## Malades célèbres
Certains auteurs suggèrent que le philosophe Friedrich Nietzsche aurait souffert de dégénérescence lobaire frontotemporale (DLFT) plutôt que de neurosyphilis.
Le réalisateur Curtis Hanson était atteint de DLFT, qui l'a emporté en 2016, tout comme l'actrice Charmian Carr.
La famille de Bruce Willis annonce sur les réseaux sociaux, en février 2023, que l’acteur américain souffre de cette maladie.